# Deauville
Deauville és un municipi francès situat al departament de Calvados i a la regió de Normandia. L'any 2007 tenia 4.005 habitants.

## Demografia

### Població
El 2007 la població de fet de Deauville era de 4.005 persones. Hi havia 2.035 famílies de les quals 984 eren unipersonals (275 homes vivint sols i 709 dones vivint soles), 572 parelles sense fills, 294 parelles amb fills i 185 famílies monoparentals amb fills.
La població ha evolucionat segons el següent gràfic:
Habitants censats

### Habitatges
El 2007 hi havia 7.916 habitatges, 2.094 eren l'habitatge principal de la família, 5.570 eren segones residències i 252 estaven desocupats. 1.931 eren cases i 5.958 eren apartaments. Dels 2.094 habitatges principals, 1.019 estaven ocupats pels seus propietaris, 965 estaven llogats i ocupats pels llogaters i 110 estaven cedits a títol gratuït; 144 tenien una cambra, 415 en tenien dues, 602 en tenien tres, 477 en tenien quatre i 455 en tenien cinc o més. 1.097 habitatges disposaven pel capbaix d'una plaça de pàrquing. A 1.168 habitatges hi havia un automòbil i a 354 n'hi havia dos o més.

### Piràmide de població
La piràmide de població per edats i sexe el 2009 era:
| Homes | Edats   | Dones |
| ----- | ------- | ----- |
| 0     | 95 o +  | 0     |
| 8     | 90 a 94 | 32    |
| 44    | 85 a 89 | 84    |
| 48    | 80 a 84 | 104   |
| 108   | 75 a 79 | 192   |
| 160   | 70 a 74 | 188   |
| 104   | 65 a 69 | 188   |
| 96    | 60 a 64 | 144   |
| 76    | 55 a 59 | 136   |
| 112   | 50 a 54 | 156   |
| 116   | 45 a 49 | 140   |
| 120   | 40 a 44 | 172   |
| 100   | 35 a 39 | 104   |
| 116   | 30 a 34 | 164   |
| 160   | 25 a 29 | 140   |
| 68    | 20 a 24 | 96    |
| 80    | 15 a 19 | 120   |
| 120   | 10 a 14 | 132   |
| 128   | 5 a 9   | 108   |
| 96    | 0 a 4   | 112   |

## Economia
El 2007 la població en edat de treballar era de 2.118 persones, 1.426 eren actives i 692 eren inactives. De les 1.426 persones actives 1.234 estaven ocupades (621 homes i 613 dones) i 193 estaven aturades (85 homes i 108 dones). De les 692 persones inactives 253 estaven jubilades, 209 estaven estudiant i 230 estaven classificades com a «altres inactius».

### Ingressos
El 2009 a Deauville hi havia 2.279 unitats fiscals que integraven 4.232,5 persones, la mediana anual d'ingressos fiscals per persona era de 18.379 €.

### Activitats econòmiques
Dels 823 establiments que hi havia el 2007, 1 era d'una empresa extractiva, 14 d'empreses alimentàries, 14 d'empreses de fabricació d'altres productes industrials, 29 d'empreses de construcció, 289 d'empreses de comerç i reparació d'automòbils, 15 d'empreses de transport, 102 d'empreses d'hostatgeria i restauració, 11 d'empreses d'informació i comunicació, 36 d'empreses financeres, 75 d'empreses immobiliàries, 83 d'empreses de serveis, 94 d'entitats de l'administració pública i 60 d'empreses classificades com a «altres activitats de serveis».
Dels 179 establiments de servei als particulars que hi havia el 2009, 1 era una comissaria de policia, 1 oficina d'administració d'Hisenda pública, 1 gendarmeria, 1 oficina de correu, 11 oficines bancàries, 2 tallers de reparació d'automòbils i de material agrícola, 4 establiments de lloguer de cotxes, 2 autoescoles, 2 paletes, 8 guixaires pintors, 2 fusteries, 5 lampisteries, 2 electricistes, 18 perruqueries, 8 veterinaris, 2 agències de treball temporal, 58 restaurants, 37 agències immobiliàries, 5 tintoreries i 9 salons de bellesa.
Dels 182 establiments comercials que hi havia el 2009, 1 era un hipermercat, 1 un supermercat, 1 una gran superfície de material de bricolatge, 4 botiges de menys de 120 m², 12 fleques, 7 carnisseries, 1 una carnisseria, 3 peixateries, 5 llibreries, 94 botigues de roba, 9 botigues d'equipament de la llar, 11 sabateries, 4 botigues d'electrodomèstics, 4 botigues de mobles, 10 botigues de material esportiu, 1 una botiga de material esportiu, 1 una botiga de material de revestiment de parets i terra, 2 perfumeries, 6 joieries i 5 floristeries.

## Equipaments sanitaris i escolars
El 2009 hi havia 1 hospital de tractaments de curta durada, 1 hospital de tractaments de mitja durada (seguiment i rehabilitació), 2 centres d'urgències, 1 centre de salut, 3 farmàcies i 1 ambulància.
El 2009 hi havia 1 escola maternal i 1 escola elemental. A Deauville hi havia 2 col·legis d'educació secundària, 1 liceu d'ensenyament general i 1 liceu tecnològic. Als col·legis d'educació secundària hi havia 531 alumnes, als liceus d'ensenyament general n'hi havia 615 i als liceus tecnològics 160.
Deauville disposava d'un centre de formació no universitària superior de formació sanitària.

## Cultura

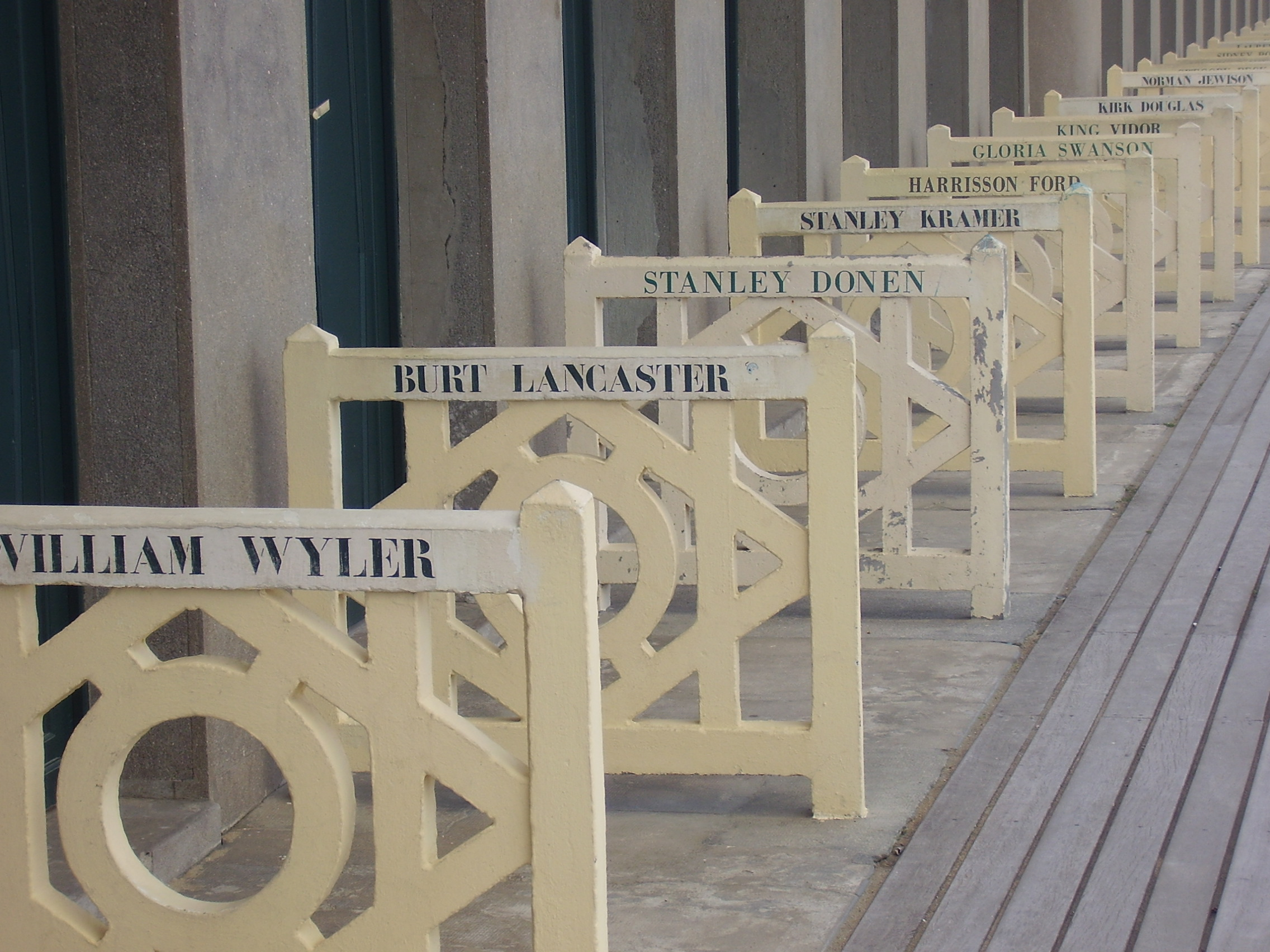
Les Planches amb els noms dels actors i directors que han passat per Deauville

A la vila s'hi celebren diversos festivals internacionals:
Cinema
- Un festival anual dedicat al cinema dels Estats Units, el Festival du cinéma américain de Deauville, que té lloc cada mes de setembre des del 1975.
- Un festival anual dedicat al cinema asiàtic, el Festival du film asiatique de Deauville que té lloc cada mes d'abril des del 1999.

Música
- Un festival anual de jazz anomenat Swing in Deauville organitzat des del 1989.
- Un festival anual de música clàssica, el Festival de Pâques, organitzat des del 1996.
- Un festival anual de música clàssica reservat als joves talents, Août musical.

Literatura
- Un saló del llibre anual, Livres & Musiques, que se celebra cada mes d'abril des del 2004.

## Poblacions més properes
El següent diagrama mostra les poblacions més properes.